# Fredrik Bergström (żeglarz)
Carl Fredrik Bergström (ur. 9 lipca 1990 w Onsala) – szwedzki żeglarz, medalista olimpijski.
Dwukrotnie reprezentował swój kraj na igrzyskach olimpijskich. W 2016 zajął 6. miejsce w klasie 470, w 2021 w tej samej klasie zdobył srebro. Trzykrotnie zdobywał medale na Mistrzostwa świata - złoto w 2021. srebro w 2017 i brąz w 2019, a na Mistrzostwach Europy tryumfował dwukrotnie, zajmując pierwsze miejsce w 2018 i 2019.